# Julius Kühn (Agrarwissenschaftler)

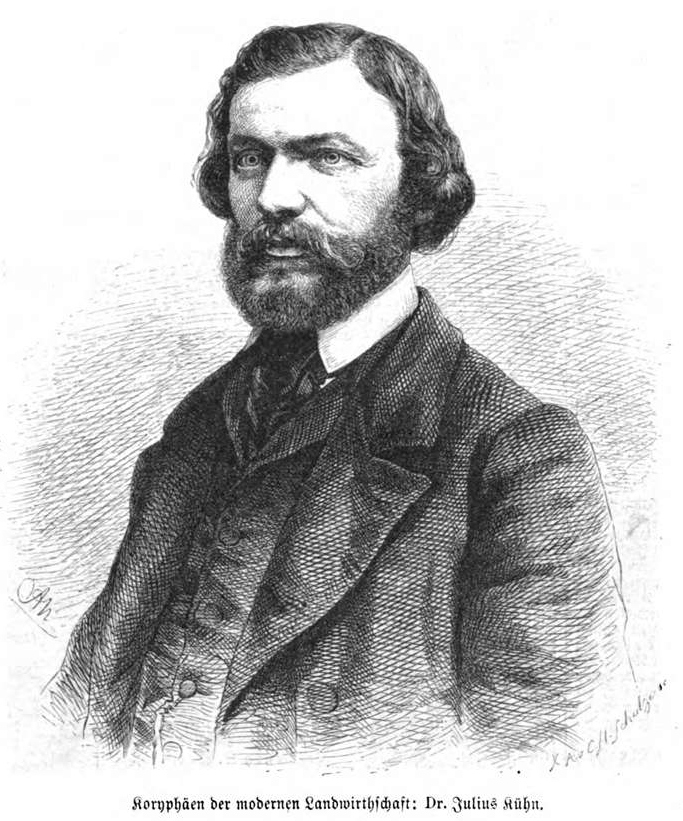
Julius Kühn, 1871. Grafik von Adolf Neumann und C. H. Schulze.

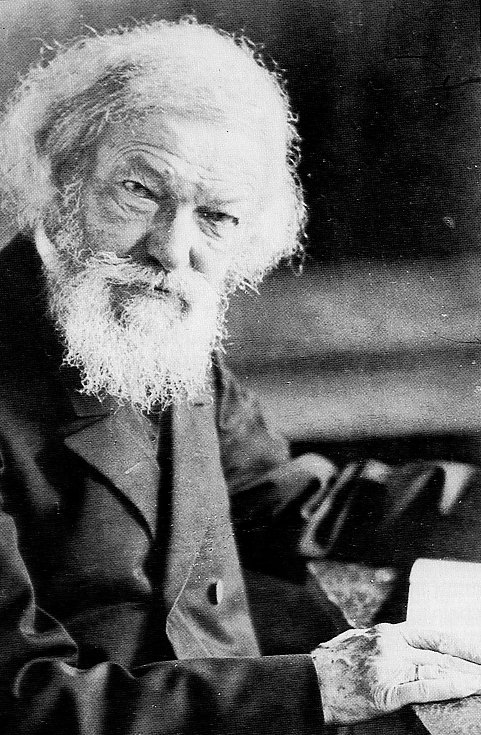
Julius Kühn

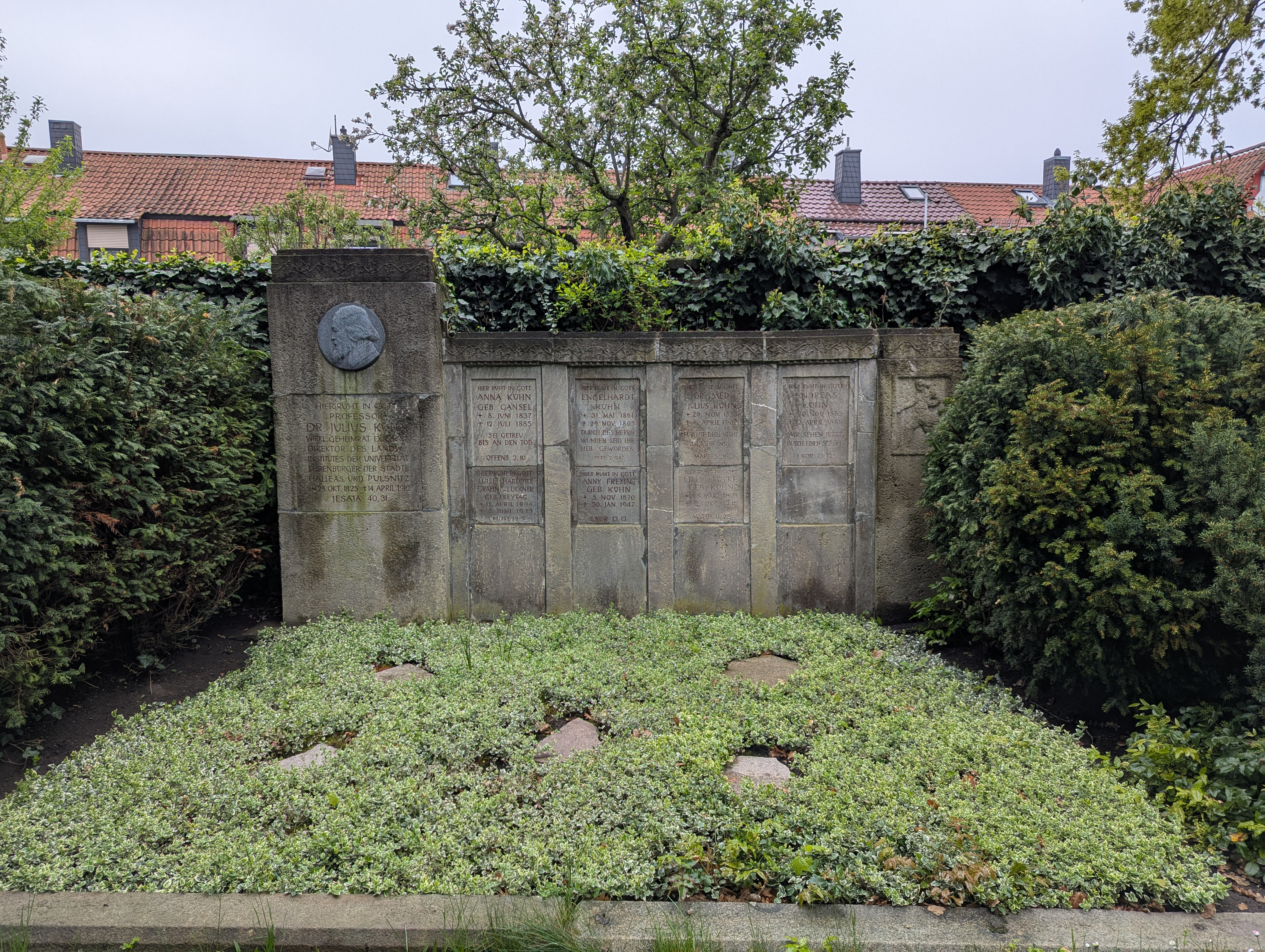
Grabstätte in Halle

Julius Kühn (* 23. Oktober 1825 in Pulsnitz, Königreich Sachsen; † 14. April 1910 in Halle (Saale)) war ein deutscher Agrarwissenschaftler. Nach Albrecht Daniel Thaer gilt er als der bedeutendste Reformator der Landwirtschaftslehre und als der wegweisende Gestalter des landwirtschaftlichen Universitätsstudiums in Deutschland.

## Lebensweg
Julius Kühn, Sohn eines Gutsinspektors, erhielt seine Grundschulausbildung in Pulsnitz. Obwohl sein Vater erkrankte und sich die Familie in finanziellen Schwierigkeiten befand, ermöglichten ihm seine Angehörigen ab 1839 eine Ausbildung an der Königlichen technischen Bildungsanstalt zu Dresden. Ostern 1841 ging Kühn in die landwirtschaftliche Praxis. Als Lehrling, Gehilfe und späterer Gutsverwalter erwarb er sich umfassende Kenntnisse in der Landwirtschaft. Zuerst ging er für ein halbes Jahr zu seinem Vater, anschließend praktizierte er bis 1844 bei dem Agrarreformer und Kommissionsrat Heinrich August Blochmann auf dessen Gut und Schloss in Wachau. Danach wechselte er zu Graf Kospoth auf Halbau und wurde dort bereits nach einem Vierteljahr Verwalter. Ostern 1845 wurde er Verwalter in Nieder-Kaina. Ab Ostern 1846 war er Verwalter des Gutes Friedrichstal bei Radeberg, das ebenfalls Heinrich August Blochmann gehörte. Von 1848 bis 1855 war er Verwalter eines gräflichen Gutes in Groß Krauschen bei Bunzlau. Während dieser Zeit studierte er intensiv die Krankheiten landwirtschaftlicher Kulturpflanzen mit Hilfe eines Mikroskops und publizierte darüber mehrere Beiträge.
1855 immatrikulierte sich Kühn an der Landwirtschaftlichen Lehranstalt Bonn-Poppelsdorf. Aus finanziellen Gründen musste er jedoch das Studium nach zwei Semestern aufgeben. 1856 wurde er an der Universität Leipzig mit der Dissertation Über den Brand des Getreides und das Befallen des Rapses und über die Entwicklung des Maisbrandes promoviert. Im gleichen Jahr habilitierte er sich an der Landwirtschaftlichen Akademie in Proskau und hielt dort als Privatdozent im Wintersemester 1856/57 eine Vorlesung über Ackerbausysteme und Fruchtfolgen.
Im Frühjahr 1857 ging Kühn wieder in die landwirtschaftliche Praxis zurück. Er wurde Wirtschaftsdirektor für die bei Groß-Glogau in Niederschlesien gelegenen Besitzungen des Grafen Egloffstein. Am 2. Juni 1857 heiratete er Anna Gansel, Tochter eines Maurermeisters und Erbauers mehrerer Kirchen in Schlesien. Aus der Ehe gingen zwei Töchter und drei Söhne hervor.
1858 veröffentlichte Kühn das Buch Die Krankheiten der Kulturgewächse, ihre Ursachen und ihre Verhütung, eine kritische Darstellung der wichtigsten Pflanzenkrankheiten mit Hinweisen auf deren Abhängigkeit von Klima- und Bodenverhältnissen. Zahlreiche Ergebnisse seiner bisherigen Beobachtungen und Untersuchungen über Pflanzenkrankheiten hat er hier erstmals publiziert. Eindringlich forderte er, physiologische Erkenntnisse in der Landbauwissenschaft stärker zu berücksichtigen. Als programmatisch gilt der als Anhang angegliederte Beitrag Das Mikroskop als Hausgeräth des Landwirthes. Mit diesem Buch wurde Kühn der eigentliche Begründer der modernen Pflanzenpathologie.
Weite Beachtung in der Fachwelt fand auch sein 1861 erschienenes Buch Die zweckmäßigste Ernährung des Rindviehes vom wissenschaftlichen und praktischen Gesichtspunkte, eine von der Schlesischen Gesellschaft für vaterländische Kultur preisgekrönte Arbeit. Zu Kühns Lebzeiten erschienen von diesem Buch zwölf deutschsprachige Auflagen und mehrere Übersetzungen in anderen Sprachen.

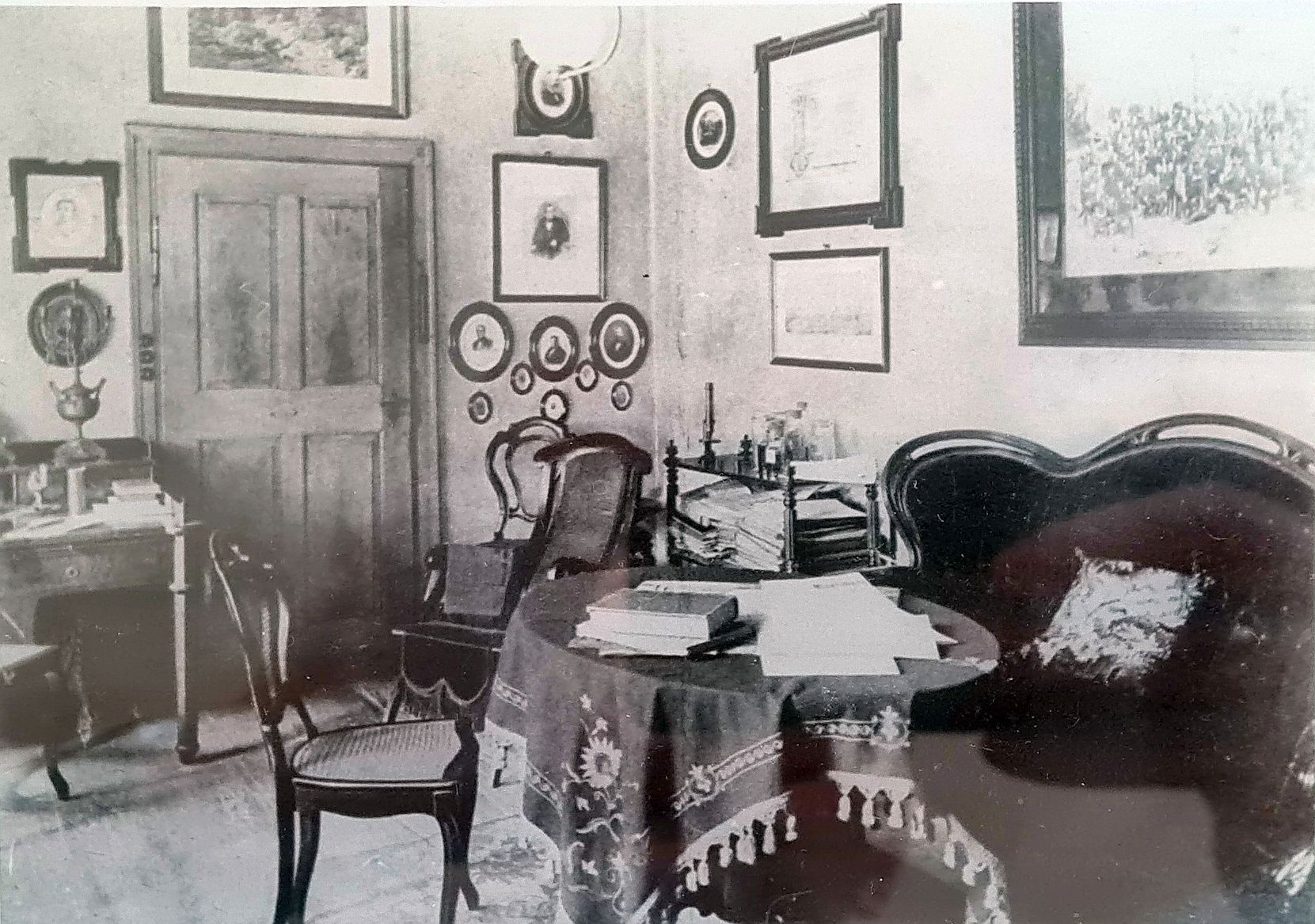
Sprechzimmer von Julius Kühn 1862–1890

Am 30. April 1862 wurde Julius Kühn zum ordentlichen Professor für Landwirtschaft an der Universität Halle (Saale) ernannt. Dort lehrte und forschte er fast fünf Jahrzehnte bis zu seiner Emeritierung im Jahr 1909.
Seine Grabstätte befindet sich auf dem Nordfriedhof von Halle und ist als Ehrengrab ausgewiesen.

## Lehre und Forschung
Mit der Berufung von Julius Kühn nach Halle begann in Deutschland ein neuer Abschnitt in der Geschichte der Landbauwissenschaft und des Landwirtschaftsstudiums. Am 27. Februar 1863 erhielt Kühn die ministerielle Genehmigung zur Errichtung eines landwirtschaftlichen Universitätsinstituts. Dieses Institut hat er nach seinen Plänen in den folgenden Jahren zur bedeutendsten agrarwissenschaftlichen Lehr- und Forschungsstätte in Deutschland ausgebaut. Er legte ein mustergültiges, ca. 115 Hektar großes Versuchsfeld und einen landwirtschaftlich-botanischen Demonstrationsgarten an. Gleichzeitig richtete er eine Versuchsstation und ein landwirtschaftlich-physiologisches Laboratorium ein. Mit dem Bau eines später weltberühmten „Haustiergartens“ legte er den Grundstein für eine haustierkundliche Lehrsammlung (heute: Kühn-Museum bzw. Museum für Haustierkunde Julius Kühn). Die Kosten für den fortlaufenden Ausbau dieser Einrichtungen bezahlte er teilweise aus seinem Privatvermögen.
Über die Konzeption und die Inhalte des Landwirtschaftsstudiums in Halle veröffentlichte er 1872 und 1888 zwei grundlegende Schriften. Für Kühn war die Landwirtschaftswissenschaft zwar vorrangig eine angewandte Naturwissenschaft im Sinne einer Physiologie und Biologie der Kulturpflanzen, die jedoch auch Fragen der betriebswirtschaftlichen Rentabilität mit zu berücksichtigen hatte. Ein Gegensatz zwischen Wissenschaft und Praxis existierte für ihn nicht. Er vertrat die Auffassung, dass die praktische Erfahrung die Grundlage für die gesamte Landwirtschaftswissenschaft sein müsse. Deshalb forderte er für die Zulassung zum Landwirtschaftsstudium von jedem Bewerber den Nachweis einer mehrjährigen praktischen Lehrzeit.
Praktischen Übungen räumte Kühn im Studium einen hohen Stellenwert ein. Bereits im Wintersemester 1862/63 richtete er ein „Landwirtschaftliches Conservatorium“ ein (aus dem das heutige Corps Agronomia Hallensis zu Göttingen hervorging), um den Studenten frühzeitig Gelegenheit zu geben, sich in freier Rede zu üben und Probleme aus der Wissenschaft und der landwirtschaftlichen Praxis sachgerecht vorzutragen. Nach der Berufung Kühns stieg die Zahl der Studenten, die in Halle ein Landwirtschaftsstudium absolvieren wollten, sprunghaft an. 1862 hatte Kühn seine erste Vorlesung noch mit drei Zuhörern begonnen, 1864 waren es bereits 120 Studenten. Das Landwirtschaftliche Institut in Halle galt ab 1865 für Jahrzehnte als die meistbesuchte landwirtschaftliche Lehranstalt in Deutschland.
Auf dem großen Versuchsfeld seines Instituts legte Kühn zahlreiche langjährig konzipierte Versuche an, unter anderem über Fragen der Bodenbearbeitung, Fruchtfolgegestaltung und Düngung. In der Fachwelt berühmt wurde der 1878 angelegte Dauerfeldversuch „Ewiger Roggenbau“, der bis heute weitergeführt wird. 1898 erwarb Kühn noch das Rittergut Lindchen bei Senftenberg in der Niederlausitz und untersuchte dort die Möglichkeiten, auf sehr leichten Sandböden den Anbau landwirtschaftlicher Kulturpflanzen zu verbessern.
Einen großen Teil seiner Forschungstätigkeit widmete Kühn auch in Halle weiterhin dem Gebiet der Phytopathologie und den Fragen des Pflanzenschutzes. Die umfangreichsten Untersuchungen galten der Biologie und Bekämpfung des Rübennematoden. Als Ursache für die damals weitverbreitete „Rübenmüdigkeit“ hatte Kühn den im Ackerboden lebenden Rübennematoden erkannt und Verfahren mit Fangpflanzen zur Bekämpfung dieses Schädlings entwickelt. Auf seine Initiative wurde 1889 in Halle eine Versuchsstation zur Nematodenbekämpfung gegründet. Von 1890 bis 1908 war Kühn Vorsitzender des Sonderausschusses für Pflanzenschutz der Deutschen Landwirtschafts-Gesellschaft.
Kühn hat mehr als 300 Schriften und Aufsätze aus fast allen Teilgebieten der Landwirtschaft publiziert. Ab 1863 veröffentlichte er viele seiner Beiträge in den unregelmäßig erscheinenden Mittheilungen aus dem physiologischen Laboratorium und der Versuchsstation des landwirtschaftlichen Instituts der Universität Halle. Seit 1872 hat Kühn seine umfangreicheren Beiträge in der von ihm herausgegebenen Schriftenreihe Berichte aus dem physiologischen Laboratorium und der Versuchsstation des landwirthschaftlichen Instituts der Universität Halle veröffentlicht. Bis 1911 sind 20 Hefte erschienen. Nach dem Tod von Julius Kühn wurden diese Berichte als Kühn-Archiv weitergeführt. Dieses Archiv entwickelte sich alsbald zu einer der angesehensten Fachzeitschriften der deutschen Landbauwissenschaft. Von 1911 bis 1971 sind insgesamt 85 Bände erschienen. 1992 wurde die Zeitschrift reaktiviert, doch 1997, mit dem Jahrgangsband 91, musste sie wegen zu geringer Abonnentenzahl ihr Erscheinen einstellen. Seit Band 467 gibt es das Archiv nunmehr ausschließlich online.
Dank seines – auch finanziellen – Engagements wurden in der Zusammenarbeit mit dem Pelzhändler Paul Thorer 1903 die ersten Karakulschafe aus Buchara nach Deutschland eingeführt. Sie begründeten die Zucht des Persianerschafes („Swakara“) in Deutsch-Südwestafrika, dem heutigen Namibia, die dort zeitweilig einen der wesentlichsten Wirtschaftszweige darstellte.
Am 1. Oktober 1909 wurde „Vater Kühn“, wie ihn seine Studenten nannten, emeritiert. Fast fünf Jahrzehnte hat er die Entwicklung der Landwirtschaftswissenschaft in Deutschland maßgebend mitgestaltet. Sein Institut in Halle wurde Vorbild für manche an anderen Universitäten gegründeten landwirtschaftlichen Institute. Viele der an diesen neuen Instituten berufenen Professoren waren Schüler von Julius Kühn. Zu den bedeutendsten gehören Gustav Drechsler (1833–1890), der 1872 nach dem Vorbild in Halle an der Universität Göttingen ein landwirtschaftliches Lehr- und Forschungsinstitut begründete, und Kurt von Rümker (1859–1940), der nach 1895 an der Universität Breslau die universalistische Betrachtungsweise Kühns zu einer auf Spezialisierung basierenden Landwirtschaftswissenschaft weiterentwickelte.

## Ehrungen und Auszeichnungen

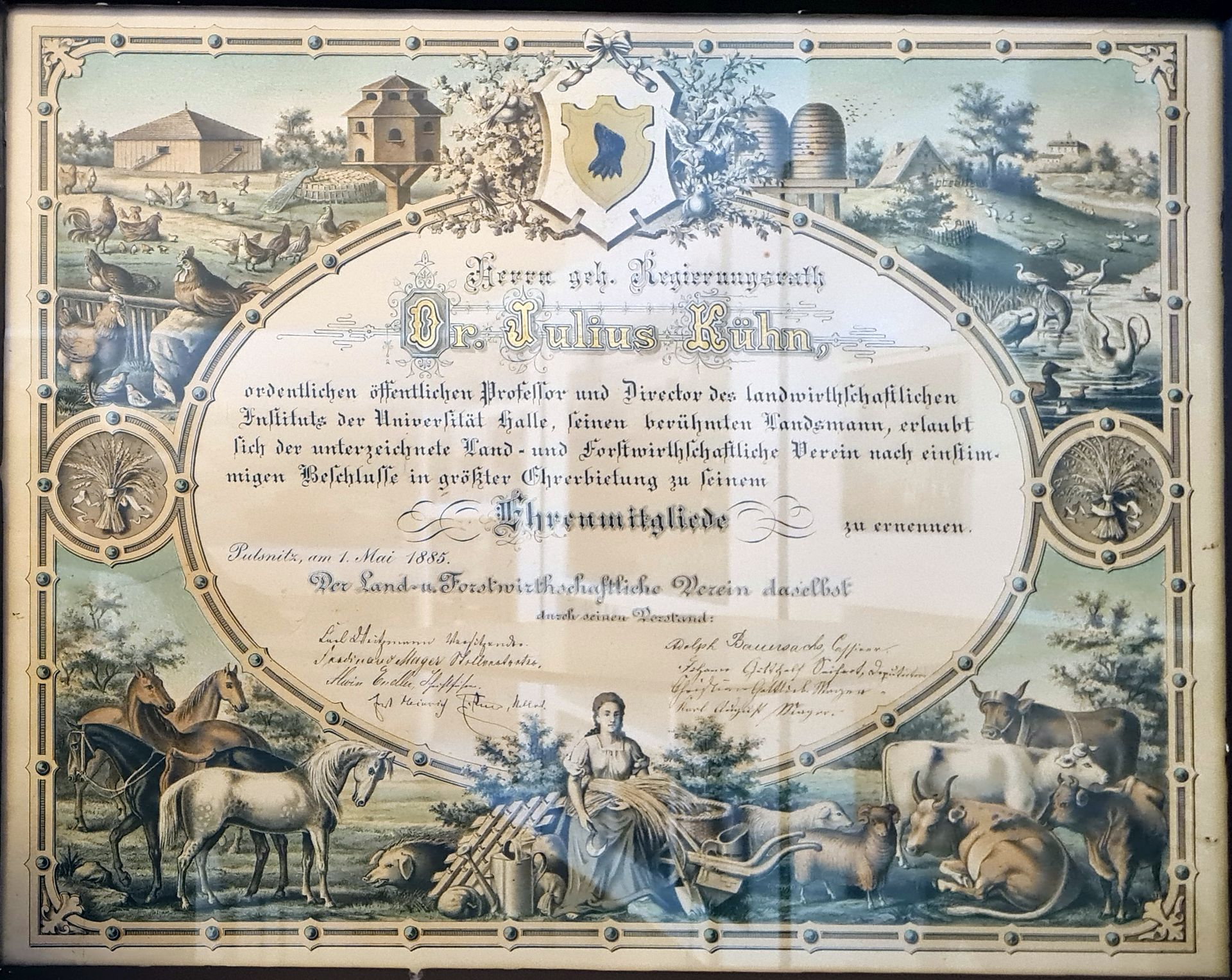
Urkunde zur Ehrenmitgliedschaft im Land- und Forstwirtschaftlichen Verein Pulsnitz

Julius Kühn erhielt Rufe nach Göttingen (1863), Hohenheim (1865) und Wien (1869), die er aber alle ablehnte. 1882 wurde er Geheimer Regierungsrat, 1892 Geheimer Ober-Regierungsrat und 1903 Wirklicher Geheimer Rat mit dem Titel Exzellenz. Zu seinem 70. und zu seinem 80. Geburtstag wurden ihm umfangreiche Festschriften überreicht. 1877 wurde er mit der Goldenen Liebig-Medaille ausgezeichnet. Die Stadt Halle (Saale) verlieh ihm 1895 das Ehrenbürgerrecht, gleichfalls seine Geburtsstadt Pulsnitz. Die Universität Krakau ehrte ihn 1900 mit der Ehrendoktorwürde.
Kein anderer deutscher Agrarwissenschaftler hat so viele Orden erhalten wie Julius Kühn. Für seine außerordentlichen Verdienste um die Landwirtschaftswissenschaft wurden ihm überreicht:
der Rote Adlerorden II. Klasse mit Eichenlaub und Stern
der Königliche Kronen-Orden (Preußen) II. Klasse mit Stern
der Großherzoglich Sächsische Hausorden der Wachsamkeit oder vom weißen Falken
der Großherzoglich Mecklenburgische Hausorden der Wendischen Krone
der Herzoglich Anhaltische Hausorden Albrechts des Bären Ritter I. Klasse
der Herzoglich Sachsen-Ernestinische Hausorden
der Königlich Sächsische Albrechtssorden
der Kaiserlich-Österreichische Franz-Joseph-Orden
der Kaiserlich Russische Sankt Stanislaus-Orden mit Stern
Seit 1874 war Kühn Mitglied der Deutschen Akademie der Naturforscher Leopoldina und seit 1899 korrespondierendes Mitglied der Akademie der Wissenschaften zu Paris. 24 landwirtschaftliche Vereinigungen bzw. Fachgesellschaften verliehen ihm die Ehrenmitgliedschaft, u. a. die Königlich Hannoversche Landwirtschafts-Gesellschaft zu Celle (1864), die Kaiserlich-Königliche Landwirtschafts-Gesellschaft zu Wien (1888) und die Kaiserliche Landwirtschafts-Gesellschaft zu Moskau (1893).
Die Deutsche Phytomedizinische Gesellschaft verleiht seit 1979 an junge Wissenschaftler den Julius-Kühn-Preis. Die Sektion Pflanzenproduktion der Universität Halle hat in den Jahren 1983–1990 eine Julius-Kühn-Plakette verliehen, u. a. an Studierende mit ausgezeichneten Studienleistungen. Der Rektor der Universität Halle stiftete 1980 die Julius-Kühn-Medaille. Bis zum Jahr 2004 wurden 60 Medaillen an verdiente Wissenschaftler verliehen.
Seit dem 1. Januar 2008 führt die Pflanzenforschung des Bundes die Bezeichnung Julius Kühn-Institut – Bundesforschungsinstitut für Kulturpflanzen mit Hauptsitz in Quedlinburg (Sachsen-Anhalt). Sie wurde gebildet aus zwei Instituten der bisherigen Bundesforschungsanstalt für Landwirtschaft (FAL), der Biologischen Bundesanstalt für Land- und Forstwirtschaft (BBA) sowie der Bundesanstalt für Züchtungsforschung an Kulturpflanzen (BAZ). Das Julius Kühn-Institut wurde aufgrund des Gesetzes zur Neuordnung der Ressortforschung vom 24. Oktober 2007 im Geschäftsbereich des Bundesministeriums für Ernährung, Landwirtschaft und Verbraucherschutz errichtet.

## Bücher und Schriften
- Die Krankheiten der Kulturgewächse, ihre Ursachen und ihre Verhütung. Landw. Verlagsbuchhandlung Gustav Bosselmann Berlin 1858; 2. unveränd. Aufl. 1859.
- Die zweckmäßigste Ernährung des Rindviehes vom wissenschaftlichen und praktischen Gesichtspunkte. Schönfeld’s Verlagsbuchhandlung Dresden 1861; 2. Aufl. 1864; 3. Aufl. 1866; 4. Aufl. 1868; 5. Aufl. 1871; 6. Aufl. 1873; 7. Aufl. 1878; 8. Aufl. 1881; 9. Aufl. 1887; 10. Aufl. 1891; 11. Aufl. 1897; 12. Aufl. Verlag R. E. Schmidt & Co. Berlin 1906; 13. Aufl. bearbeitet von Paul Holdefleiß, Verlag Schaper Hannover 1918.
- Nachrichten über das Studium der Landwirthschaft an der Universität Halle. Verlag Wiegandt & Hempel Berlin 1872.
- Bericht über Versuche zur Prüfung des Gülichschen Verfahrens beim Anbau von Kartoffel. Buchhandlung des Waisenhauses Halle 1872 = Berichte aus dem physiologischen Laboratorium und der Versuchsanstalt des landwirthschaftlichen Instituts der Universität Halle H. 1.
- Die Ergebnisse der Versuche zur Ermittelung der Rübenmüdigkeit und zur Erforschung der Natur der Nematoden. Schönfeld’s Verlagsbuchhandlung Dresden 1881 = Berichte aus dem physiologischen Laboratorium und der Versuchsanstalt des landwirthschaftlichen Instituts der Universität Halle H. 3.
- Die Wirksamkeit der Nematoden-Fangpflanzen nach den Versuchsergebnissen des Jahres 1881. Schönfeld’s Verlagsbuchhandlung Dresden 1882 = Berichte aus dem physiologischen Laboratorium und der Versuchsanstalt des landwirthschaftlichen Instituts der Universität Halle H. 4.
- Das Studium der Landwirthschaft an der Universität Halle. Geschichtliche Entwickelung und Organisation desselben. Eine Festschrift zur Feier des 25-jährigen Bestehens des landwirthschaftlichen Instituts der Universität. Plötz’sche Buchdruckerei Halle a. S. 1888.
- Betriebslehre. Handschriftliche Ausgabe. Halle (Saale) 1889. 211 Seiten. Vorhanden in: Universitäts- und Landesbibliothek Sachsen-Anhalt, Halle.

## Zitate
Julius Kühn über seine Aufgabe und sein höchstes Ziel als Landbauwissenschaftler:
»Meine Aufgabe war ein Ziel, das vorher nicht ausgesprochen worden ist. Aber die naturwissenschaftliche Forschung ist noch keine Landwirtschaft. Das wahre Ziel ist die größtmögliche Produktion an Nahrungsmitteln und Kleidungsstoffen. So, wie die medizinische Wissenschaft die Erhaltung des Leibes in Kraft und Gesundheit zum praktischen Ziele hat, besitzt unsere Wissenschaft die Pflicht, die Bedürfnisse der Menschheit nach Nahrung und Kleidung zu decken zu versuchen. Die Gesetze der Natur müssen wir anerkennen, die Gesetze der Natur müssen wir anwenden mit möglichster Rente, zur Stofferzeugung. Das höchste wissenschaftliche Ziel ist das praktische Ziel… Unsere Aufgabe ist der Nutzen«.
Quelle: Saale-Zeitung (Halle), 11. März 1907, Nr. 118, Beilage.